# Автошлях Т 1017
Автошлях Т 1017 — автомобільний шлях територіального значення в Київській області. Проходить територією Миронівського, Рокитнянського та Таращанського районів. Загальна довжина — 49,4 км.